# San Benigno Torre Nord

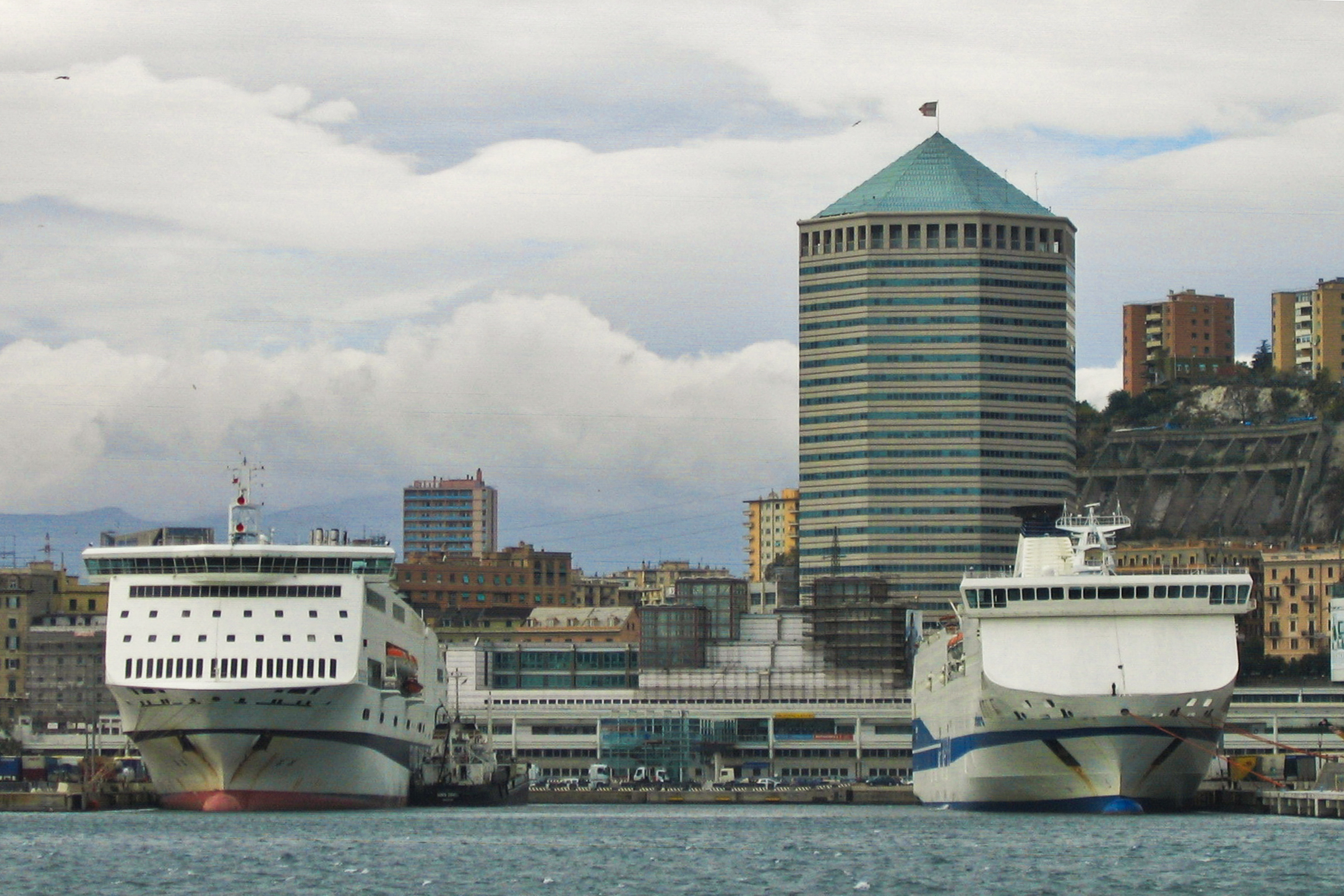
Der Hafen von Genua und der achteckige Matitone (2007)

Der San Benigno Torre Nord (zu deutsch: San Benigno Nordturm), oft auch Il Matitone genannt, ist ein Hochhaus in der italienischen Hafenstadt Genua. Er wurde von Skidmore, Owings and Merrill, Mario Lanata und Andrea Messina entworfen und 1992 fertiggestellt. Das Hochhaus befindet sich im westlichen Stadtteil San Benigno in der Nähe der Autobahnauffahrt Genova-Ovest zur A7.
Durch seine besondere Bauform erhielt der San Benigno Torre Nord den Spitznamen Il Matitone, zu deutsch: Der dicke Bleistift. Für seine oktogonale Form diente der Glockenturm der Chiesa di San Donato in der Altstadt Genuas als Vorbild.
Das Hochhaus selbst ist 109 Meter hoch und ist in 26 Etagen untergliedert. In seiner Nähe befinden sich sowohl der Leuchtturm von Genua, wie auch das World Trade Center.